# クリスマスの夜 (岡村孝子の曲)
「クリスマスの夜」（クリスマスのよる）は、岡村孝子通算10枚目のシングル。1988年12月1日発売。発売元はファンハウス（現・ソニー・ミュージックレーベルズ）。
シングル・レコードと8cmCDの2形態がリリースされた。

## 解説
表題曲は、4枚目のアルバム『SOLEIL』（1988年7月1日）からシングルカットされた、初のクリスマスソング。クリスマス・コンサート用におもちゃ箱をひっくり返したような楽しい曲を書くつもりが、いつの間にか失恋ソングに仕上がってしまった（本人談）。
14年半後の2003年、萩田光雄による編曲でリメイクされ、アルバム『TEAR DROPS』に収録された。
カップリング曲「リフレイン」は、同年のクリスマスコンサートツアー「Christmas Picnic」用に書き下ろした新曲。本人曰く「初めて書いた、心が温かくなる曲」。
アルバム『Eau Du Ciel (天の水)』収録にあたり、弦楽アンサンブルを用いた萩田光雄による編曲でリメイクされ、以後『After Tone II』では萩田編曲版のリミックス・ヴァージョンが収録された。当シングルと同じ田代修二編曲版のシングル・ヴァージョンはアルバム未収録であるが、シングル・ヴァージョンのリミックス・ヴァージョンはアルバム『Ballade』に収録されている、またライブビデオ・DVD『Encore II』ではアレンジが田代修二編曲版である。
ジャケットには、オリジナルストーリーのミニ絵本（途中に歌詞と岡村の写真を掲載）が付属している。

## 収録曲
1. クリスマスの夜（5:06）
  - 作詞・作曲: 岡村孝子 、編曲: 田代修二
2. リフレイン（5:13）
  - 作詞・作曲: 岡村孝子、編曲: 田代修二

## 収録作品
- クリスマスの夜
  - SOLEIL（4th アルバム）
  - HISTOIRE
  - 岡村孝子ベスト SUPER BEST 2000
- クリスマスの夜 (Remix)
  - After Tone II
- クリスマスの夜 〜2003 Version〜
  - TEAR DROPS（13th アルバム）
- リフレイン
  - アルバム未収録[注 1]
- リフレイン (Remix)
  - Ballade
- リフレイン (Album Version)
  - Eau Du Ciel (天の水)（5th アルバム）
  - 夢見る頃を過ぎても
- リフレイン (Album Version Remix)
  - After Tone II